# Voglio la libertà
Voglio la libertà (Up the Sandbox) è un film del 1972 diretto da Irvin Kershner e interpretato da Barbra Streisand, adattamento del romanzo del 1970 Up The Sandbox di Anne Roiphe.

## Trama
Margaret Reynolds, giovane newyorchese annoiata dalla vita quotidiana e trascurata dal marito Paul, cerca una via di fuga nei propri sogni, l'unico sfogo che le consente di affermare la propria personalità. Alla scoperta di essere di nuovo incinta, ha paura di rivelare la novità al marito che, pur trascurandola, l'ama sinceramente e promette di passare più tempo in casa per consentirle di essere un po' più libera.

## Riprese
Il film fu girato nella primavera del 1972 negli Stati Uniti (New York, Pasadena) e in Kenya.

## Colonna sonora
Il tema principale If I Close My Eyes, scritto da Billy Goldenberg, Alan e Marilyn Bergman e cantato da Barbra Streisand, venne pubblicato su 45 giri dalla Columbia Records nel 1973.

## Distribuzione
Il film debuttò a New York e Los Angeles il 21 dicembre 1972.

### Data di uscita
- 21 dicembre 1972 negli Stati Uniti (Up the Sandbox)
- 18 aprile 1973 in Svezia (Sväva i de' blå)
- 2 agosto nel Regno Unito (Up the Sandbox)
- 26 aprile 1974 in Finlandia (Pää pilvissä)
- 1º maggio 1976 in Danimarca (Dejlige heks)

## Accoglienza

### Critica
Il sito Rotten Tomatoes riporta il 60% di recensioni professionali con giudizio positivo.